# Паранатинга
Паранатинга (порт. Paranatinga) — муниципалитет в Бразилии, входит в штат Мату-Гросу. Составная часть мезорегиона Север штата Мату-Гроссу. Входит в экономико-статистический микрорегион Паранатинга. Население составляет 15 830 человек на 2006 год. Занимает площадь 24 177,568 км². Плотность населения — 0,7 чел./км².

## История
Город основан 29 июня 1964 года. 

## Статистика
- Валовой внутренний продукт на 2003 год составляет 121 430 714,00 реалов (данные: Бразильский институт географии и статистики).
- Валовой внутренний продукт на душу населения на 2003 год составляет 7781,03 реал (данные: Бразильский институт географии и статистики).
- Индекс развития человеческого потенциала на 2000 год составляет 0,724 (данные: Программа развития ООН).